# Tre møder
Tre møder (russisk: Три встречи) er en sovjetisk film fra 1948 af Aleksandr Ptusjko, Vsevolod Pudovkin og Sergej Jutkevitj.

## Medvirkende
- Tamara Makarova som Olimpiada Samosejeva
- Boris Tjirkov som Nikanor Samosejev
- Nikolaj Krjutjkov som Maksim Kornev
- Julija Borisova som Oksana
- Klara Lutjko som Bella